# Johan Wirfält

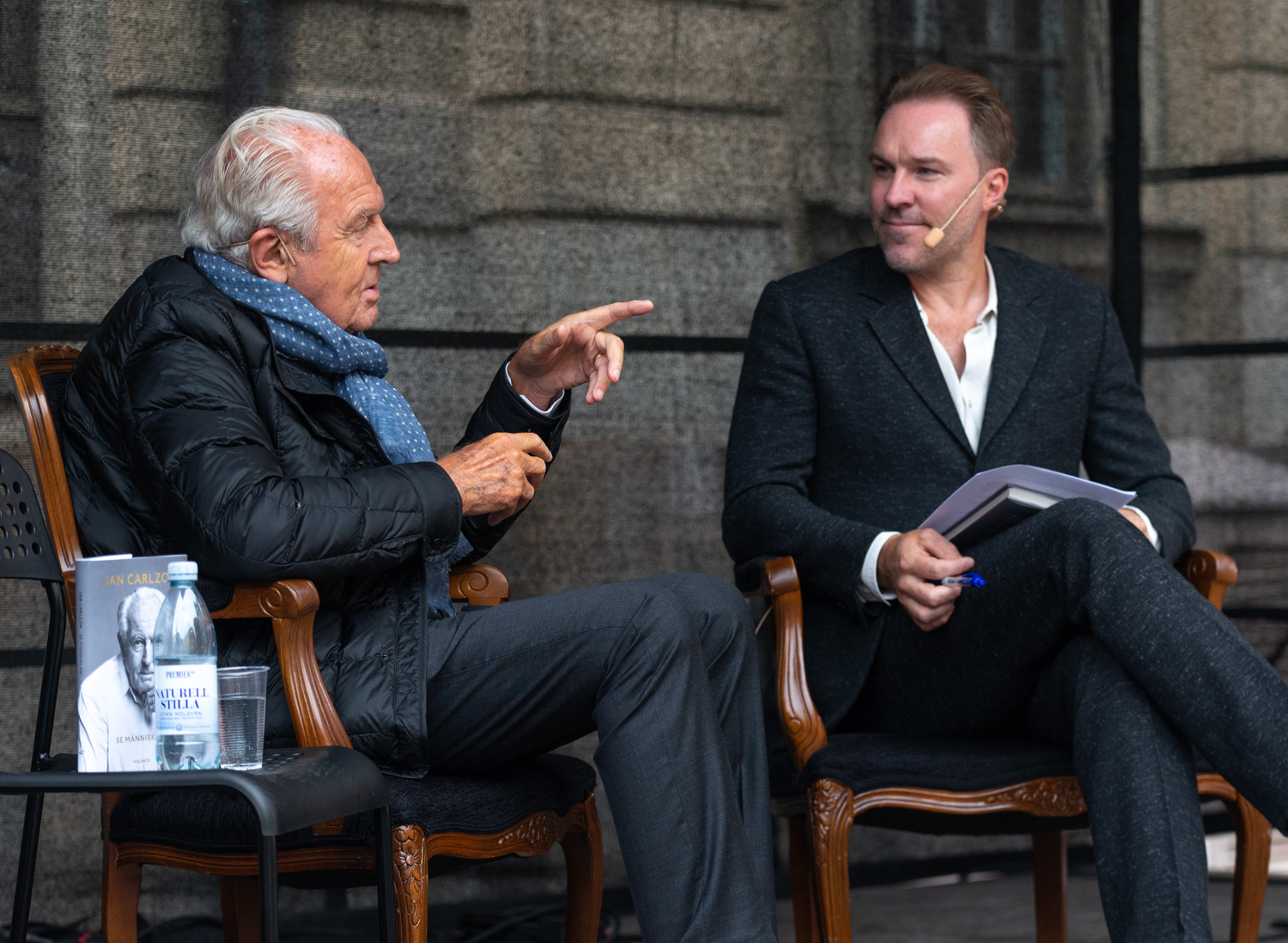
Johan Wirfält i samtal med Jan Carlzon på Stortorget under Stockholms bokhelg 2021 med anledning hans senaste bok Se Människan!

Johan Anders Wirfält, född 30 december 1976 i S:t Nikolai församling i Halmstad, är en svensk journalist och förläggare. 
Wirfält, som är uppvuxen på Mickedala i Halmstad , var mellan åren 2014 och 2021 konstnärlig ledare för Forum/Debatt och Film på Kulturhuset Stadsteatern i Stockholm. Forum/Debatt ska gynna saklig debatt och motverka polarisering , inom verksamheten ryms även Stockholms Fristadsprogram. 2017 var Wirfält med och startade The Stockholm Act, en hållbarhetsfestival där kultur mötte vetenskap . Samma år bjöd han in konstnären Mattias Norström att visa det omdebatterade verket Du gamla, du fria framför Kulturhuset Stadsteatern på Sergels Torg . Dagen efter vernissagen försökte en man utan framgång såga ner flaggkonstverket .
Johan Wirfält var tidigare onlinechef för SVT Debatt och debattredaktör på Expressen, samt medgrundare och chefredaktör på magasinet Rodeo där han 2011 mottog Tidskriftspriset Årets digitala tidskrift för rodeo.net . I början av 10-talet arbetade Johan Wirfält med London som bas, och drev då Brittbloggen för Dagens Nyheter där han skrev om det "bästa och det sämsta inom Storbritanniens kultur och politik" .
2018 gav Johan Wirfält ut boken Fagerhult – bilder av Sverige tillsammans med fotografen Kristian Bengtsson. I arbetet med boken besöktes ett trettiotal orter på den svenska landsbygden som alla heter Fagerhult, för att låta människorna som bodde där berätta om ett annat Sverige än den storstad som oftast skildras i media. "Nästan allt i medierna handlar om staden – det krävs i princip att halva Västmanland brinner upp för att riksmedierna ska åka dit. En miljon människor bor på landsbygden, och om de upplever att offentligheten inte har plats för dem så har vi ett demokratiskt problem", sa Johan Wirfält i samband med utgivningen . 
Fagerhult – bilder av Sverige blev även en utställning som visades på Kulturhuset i Stockholm och Virserums Konsthall.
I mars 2021 började han som förläggare och utvecklingschef på bokförlaget Volante.